# The Sims 2: Året runt
The Sims 2: Året Runt (engelska:Seasons) är det femte expansionspaketet till The Sims 2- serien. Det släpptes den 1 mars 2007 i Sverige och Europa. Expansionen lanserades, precis som Djurliv, på  DVD-ROM.
Anledningen till att titeln inte slutar på "liv" precis som de tidigare expansioner till The Sims 2, är att spelarna på TheSims.se fick rösta fram en titel, och vinnaren blev "Året Runt".

## Spelfunktioner
Året Runt introducerar skiftande väderlek i simmarnas kvarter, med tillhörande årstider. En rad nya aktiviteter, såsom snöbollskrig, grönsaksodling och fiske har tillkommit. De kalla årstiderna har även introducerat en ny klädkategori: ytterkläder.
Expansionen tillför också plantsimmar, en ny typ av "sjukdom" liknande vampyrismen från Nattliv och lykantropin från Djurliv. En plantsim uppstår då simmarna ger sina växter överdrivet med bekämpningsmedel och åldras bara tre gånger i livet, först småbarn, sedan vuxen och sist åldring. Plantsimmar har endast tre behov, sol, vatten och kärlek. Sol får man om man är i solljus eller i växthuset, vatten får man om man tillbringar tid i vatten till exempel duschar, badar i poolen, sprinklar etc., och kärlek är samma sak som umgänge, men inte enbart med simmar utan kärlek uppfylls också genom att prata med växter. Plantsimmar får barn likadant som en vanlig sim, enda skillnaden är att barnet blir identisk sin förälder. Plantsimmarna kan även få barn genom alternativet "Gro simplanta" (som kommer upp när man klickar på plantsimmen). Då skakar plantan av sig pollen och en plantsimsbaby kommer fram på marken. Om en plantsim skaffar barn den vanliga vägen blir barnet dock ej en plantsim.